# Antena Yagi

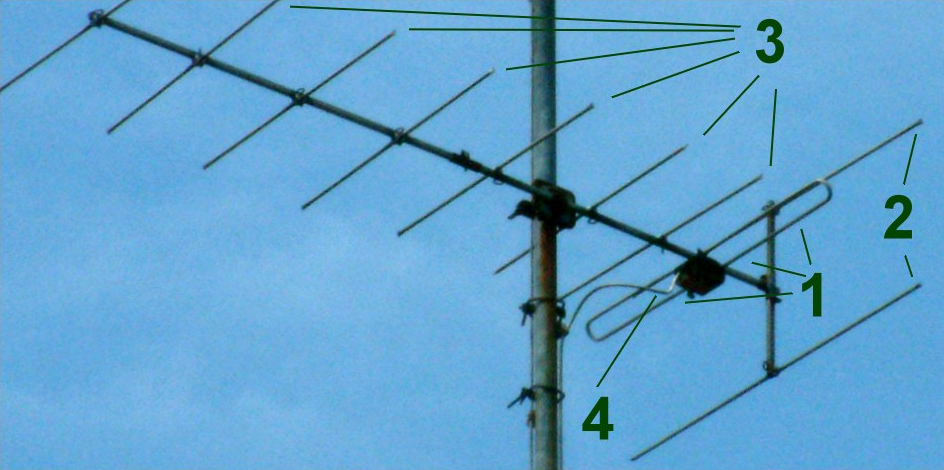
Elementos de una antena Yagi:
1.- Radiador
2.- Reflectores
3.- Directores
4.- Cable.

La antena Yagi o antena Yagi-Uda es una antena direccional inventada en 1926 por Hidetsugu Yagi de la Universidad Imperial de Tohoku y, en menor parte, por Shintaro Uda (de ahí al nombre Yagi-Uda). Este invento dio avanzada a las antenas convencionales, produjo que mediante una estructura simple de dipolo, combinada con elementos parásitos conocidos como reflector y directores, se pudiera construir una antena de muy alto rendimiento. 

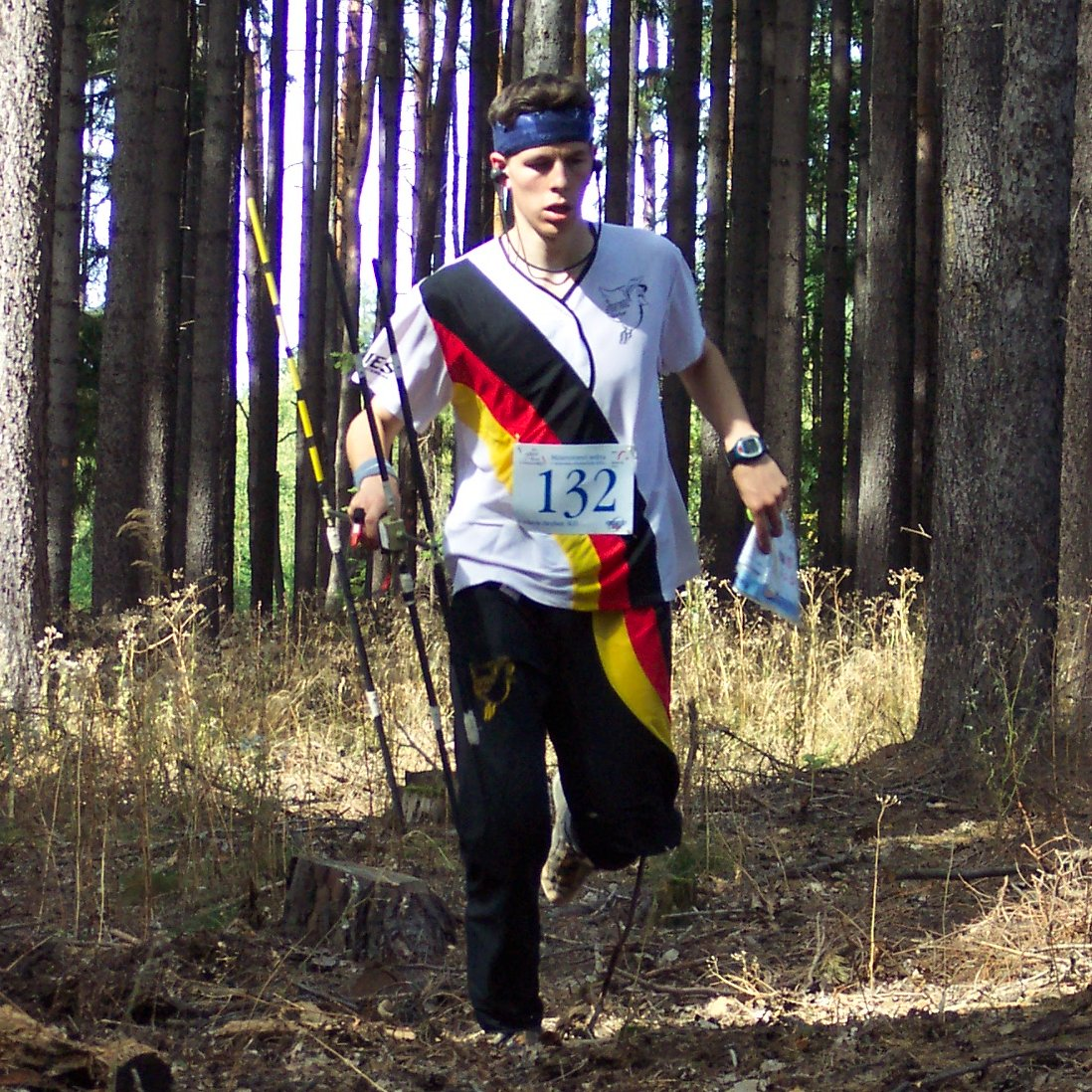
Uso de una antena Yagi en orientación por radio.

La antena Yagi no fue usada en Japón en un principio, ya que el diseño original de la antena tenía como objetivo la transmisión inalámbrica de energía. Sin embargo, fue aceptada en Europa y Norteamérica, en donde se incorporó a la producción comercial de los sistemas de difusión, antena de TV y otros. El uso de esta antena en Japón no comenzó hasta la Segunda Guerra Mundial, cuando se supo que los ejércitos aliados la utilizaban como antena de radar.

## Construcción

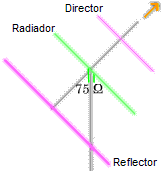
El esquema de una antena Yagi simple.

En la primera imagen de la derecha se muestra los diferentes elementos que forman esta antena:
1. Un conductor el cual actúa como radiador.
2. Un elemento que actúa como captador (Balun).[1]

Los elementos parásitos son aquellos que no son activos, no se conectan a la línea de transmisión y reciben la energía a través de la inducción mutua. Se clasifican en reflectores y directores.

## Cómo funciona una antena Yagi-Uda
En virtud del principio de reciprocidad, se puede demostrar que las propiedades (impedancia, ganancia, etc.) de una antena cualquiera son las mismas tanto en emisión como en recepción. Como es más fácil de comprender el funcionamiento de una antena Yagi-Uda en transmisión que en recepción, comenzaremos por una antena en transmisión.
Como ya se ha mencionado, una antena Yagi-Uda está formada por un elemento alimentado (conectado al emisor o al receptor) formado por un simple dipolo o un dipolo doblado llamado también "radiador" de manera inapropiada, ya que en la antena Yagi-Uda todos los elementos irradian de manera comparable. Además de ese elemento, la antena tiene uno o varios elementos aislados llamados, injustamente, elementos parásitos. La corriente que circula en el elemento alimentado irradia un campo electromagnético, el cual induce corrientes en los "elementos parásitos" de la antena. Las corrientes inducidas en esos elementos irradian también campos electromagnéticos que a su vez inducen corrientes en los demás. Finalmente la corriente que circula en cada uno de los elementos es el resultado de la interacción entre todos los elementos.
El elemento alimentado. La fase de la corriente que circula en el elemento parásito dependerá de la distancia entre los dos elementos y de la longitud y diámetro de este último. La amplitud también dependerá de lo mismo pero mucho menos y será, de todas maneras, de la misma magnitud que la corriente del elemento alimentado.
Coloquemos el elemento parásito delante del elemento alimentado a una distancia de 
{\displaystyle \scriptstyle {\lambda  \over 10}} (donde {\displaystyle \scriptstyle {\lambda }} es la longitud de onda) y ajustemos su longitud para que la corriente tenga un retardo de fase de {\displaystyle \scriptstyle {180-{360 \over 10}\,=\,144^{\circ }}}. En ese caso, el cálculo muestra que la corriente en el elemento parásito es 1,19 veces la corriente en el elemento alimentado. El campo radiado hacia atrás será la suma del campo producido por el elemento alimentado más el campo producido por el elemento parásito. Pero este último ha sido emitido con un retardo de 144° y como debe recorrer una distancia adicional de {\displaystyle \scriptstyle {\lambda  \over 10}} sufrirá un retardo adicional de 36°, lo que hace que, hacia atrás, los campos emitidos por los dos elementos estarán a 180° en oposición de fase y se anulan. En cambio, hacia adelante, el campo emitido por el elemento parásito, ganará 36° (en lugar de perderlos) y su retardo de fase no será más que {\displaystyle \scriptstyle {144-36=108^{\circ }}}. La suma de los dos campos será máxima.
En el caso particular de este ejemplo, la amplitud E del campo eléctrico de la onda electromagnética radiada hacia adelante en una dirección {\displaystyle \scriptstyle {\theta }} es {\displaystyle \scriptstyle {E_{1}{\sqrt {2{,}42+2{,}38\cos \left({2\pi  \over 10}\cos \theta -{8\pi  \over 10}\right)}}}} donde {\displaystyle \scriptstyle {E_{1}}} es el campo producido por el elemento alimentado si estuviese solo. La ganancia es de 8,96 dBi.
Este tipo de elemento parásito, situado delante el elemento alimentado y que refuerza el campo hacia adelante, se llama director. Los elementos situados detrás y que refuerzan el campo hacia adelante se llaman reflectores. Pero no hay que confundirlos con las superficies o rejas reflectoras utilizadas en otros tipos de antenas.
Generalmente se ponen uno o dos reflectores y uno o varios directores. Se calculan las posiciones y las dimensiones de manera que las fases de las corrientes resultantes sean tales que la adición de los campos sea mínima hacia atrás y máxima hacia adelante.
Eléctricamente, el costo de esta directividad es una disminución de la parte resistiva de la impedancia de la antena. Con una misma corriente de alimentación, el campo radiado es más débil. Se compensa este inconveniente remplazando el dipolo alimentado por un dipolo doblado.
Para la antena en recepción, la fase y la amplitud de las corrientes inducidas en los elementos por el campo incidente y los demás elementos hace que la corriente inducida en el elemento alimentado (ahora conectado al receptor) sea máxima para los campos que vienen de delante y mínima para los campos que vienen de detrás.

## Diseñar una antena Yagi

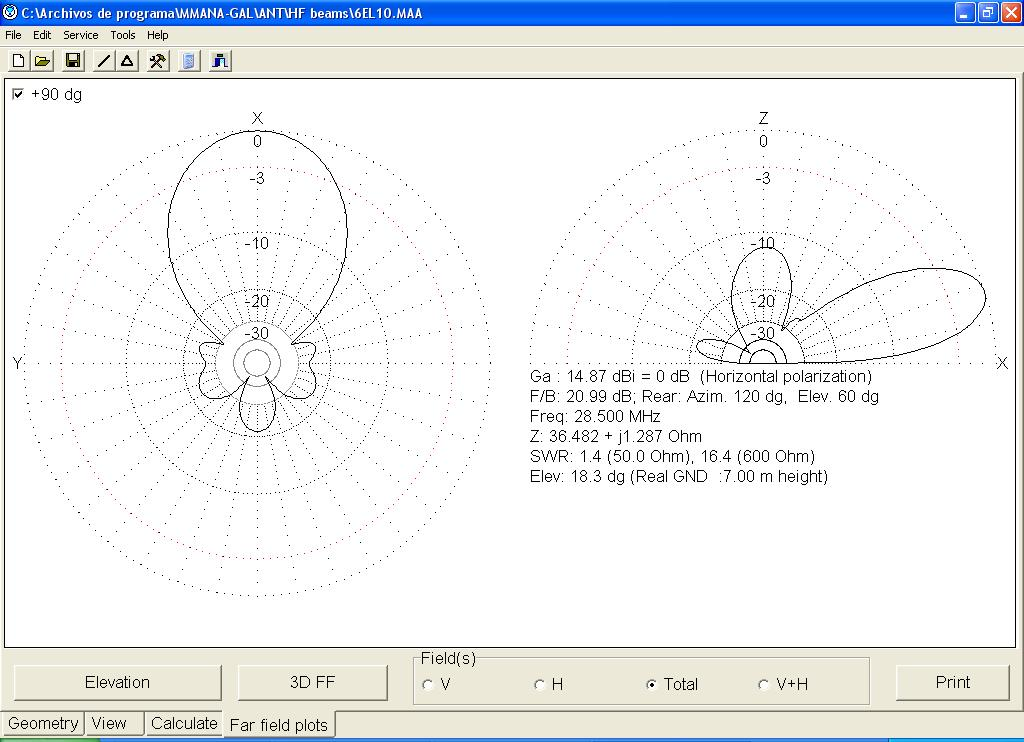
Diagrama X-Y de campo lejano de una antena Yagi para la banda de radioaficionados de 10m, modelizada por MMANA.

A diferencia de la antena dipolo, es sumamente difícil modelizar con ecuaciones matemáticas una antena Yagi. Por lo tanto, existen distintos programas de simulación numérica de antenas que permiten simular distintos diseños que permitirán una primera aproximación.
Un programa de simulación de antenas con versión en español es MMANA.

## Alimentar una antena Yagi
Para respetar la adecuación entre la impedancia de la antena y la impedancia de la línea de transmisión se utilizan distintos tipo de alimentación.
- Alimentación asimétrica por cable coaxial: adaptación gamma
- Alimentación simétrica por cable bifilar: adaptación delta

A veces es necesario interponer un simetrizador o balun para asegurar y para adaptar la impedancia de la antena Yagi. 
Algunas personas alimentan con cable coaxial a una antena Yagi que espera una alimentación simétrica. Esta manera de alimentar puede funcionar, pero solo a ciertas frecuencias, y a costa de convertir a la vaina del coaxial en parte del elemento irradiante. Por lo tanto, no es una práctica aconsejable.

## Evoluciones de la antena Yagi

### Red de antenas Yagi
Es un conjunto de antenas Yagi que han sido alineadas apuntando perpendicularmente a un mismo plano.
La razón para agregar varias antenas Yagi en paralelo, es que cada antena suplementaria aporta 3 dB a la señal, o sea, la multiplica por dos en potencia, con un límite teórico de 20dB.
- Es por eso que las redes de antenas Yagi se utilizan sobre todo en EME (contactos por reflexión lunar), donde las señales recorren 600 000 km entre emisor y receptor y llegan considerablemente atenuadas; cada decibelio de ganancia es sumamente preciso.

Existe una distancia mínima entre antenas para minimizar el efecto de cada antena sobre su vecina.
Las redes de antenas Yagi exigen una interconexión cuidadosa, sobre todo para respetar la impedancia de salida requerida por el transmisor.
Por razones de dimensiones de las antenas, las redes de antenas Yagi se utilizan mucho en VHF y UHF.

### Antenas Yagi de elementos ahusados
Por razones mecánicas convienen elementos gruesos, mientras que por razones eléctricas convienen elementos lo más finos que sea posible.
Un compromiso entre ambos es hacer elementos ahusados, gruesos en el centro y afinándose progresivamente hacia el extremo.

### Antenas Yagi de elementos acortados
Sobre todo en las bandas HF (3-30 MHz), los elementos tienen longitudes del orden de las decenas de metros. Eso hace que una antena Yagi sea poco práctica, sea por razones mecánicas, sea por razones de espacio.
- Una antena Yagi para la banda de 80m tiene un ancho mayor que la envergadura de un Airbus A320

Es posible construir antenas Yagi más cortas, reemplazando un segmento de cada elemento (por ejemplo, el tercio central de cada mitad de elemento) por un solenoide o bobina. Eso hace que la antena sea más corta, y por lo tanto mecánicamente viable, a costa de otras virtudes: ancho de banda, ganancia, y otras características. El resultado final es un compromiso.

## Propiedades eléctricas

### Tensión y corriente

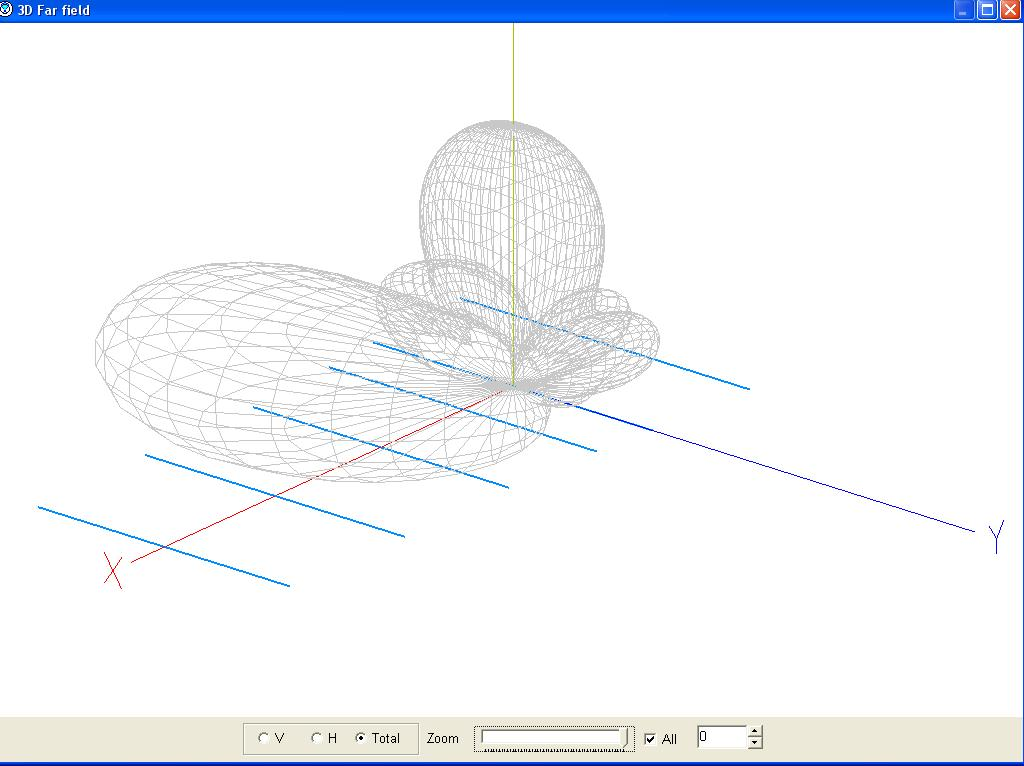
Diagrama tridimensional de campo lejano de una antena Yagi para la banda de radioaficionados de 10m, modelizada por MMANA.

Siendo una evolución del dipolo, el punto medio del elemento conductor es un nodo de tensión y un vientre de corriente. 
Los reflectores y directores, pese a no estar directamente alimentados, también tienen tensiones y corrientes.

### Diagrama de emisión

Funcionamiento de una antena Yagi-Uda

La antena Yagi puede concebirse como una evolución del dipolo, donde los reflectores reducen la emisión hacia atrás, y donde los directores concentran la emisión hacia adelante.
Dependiendo entre otras cosas de la cantidad de elementos directores, y de la longitud de la antena (boom, en inglés), es posible llegar a ganancias máximas de por ejemplo 15 dBi, lo que equivale a multiplicar la señal por 32.
Como la antena Yagi no crea energía, cuanta más ganancia en una dirección, más estrecho será el haz. Para medir esa apertura, la definimos como el ángulo respecto del eje de la Yagi donde la ganancia cae a la mitad, es decir, pierde 3 dB respecto del eje central.
Sumamente importante en las antenas Yagi, cuyo objetivo es el de ser direccional, es el coeficiente de ganancia en las direcciones 0°/180° (adelante/atrás). Cuanto mayor sea ese coeficiente, más inmune es la antena a señales provenientes de otras direcciones.

### Polarización
- Cuando la antena Yagi es paralela al plano de la tierra, la componente eléctrica de la onda es paralela al plano de la tierra: se dice que tiene polarización horizontal.
- Cuando la antena Yagi es perpendicular al plano de la tierra, la componente eléctrica de la onda es perpendicular al plano de la tierra: se dice que tiene polarización vertical.
- En HF, y en VHF en clase de emisión banda lateral única se prefiere la polarización horizontal, y en VHF en clase de emisión frecuencia modulada, la polarización vertical.

### Impedancia
- La impedancia de una antena Yagi depende de la configuración de los reflectores y directores (dimensiones de cada elemento, espaciamiento entre elementos). Habitualmente las antenas se diseñan para que la impedancia sea de 50 o 75 Ohms, o sea, la impedancia requerida por los equipos conectados a la antena:
  - Antenas de recepción de televisión: 75 Ω
  - Antenas de emisión / recepción (por ejemplo, radioaficionados): 50 Ω
  - Antenas de Wifi: 50 Ω

### Resonancia
La Yagi es una antena resonante, es decir, existe una frecuencia en la cual presenta una resistencia óhmica pura. Esto se presenta cuando la reactancia inductiva del circuito que conforma la antena tiene igual valor que la reactancia capacitiva.
En fórmula:
{\displaystyle \scriptstyle {\mathbb {Z} ={\sqrt {R^{2}+(X_{L}-X_{C})^{2}}}}}
donde 
{\displaystyle \scriptstyle {X_{L}=\omega _{L}}}    -> Reactancia Inductiva
{\displaystyle \scriptstyle {X_{C}={1 \over \omega _{C}}}}   -> Reactancia Capacitiva
{\displaystyle \scriptstyle {\omega =2\pi F}}    -> Pulsación
{\displaystyle \scriptstyle {F}}         -> Frecuencia
La frecuencia de resonancia será aquella para la cual se cumple que XL = XC, y resulta:
{\displaystyle \scriptstyle {\mathbb {Z} ={\sqrt {R^{2}+(X_{L}-X_{C})^{2}}}}}
{\displaystyle \scriptstyle {\mathbb {Z} ={\sqrt {R^{2}+0^{2}}}}}  =>  {\displaystyle \scriptstyle {\mathbb {Z} ={\sqrt {R^{2}}}=R}}
resultando un circuito resistivo puro.

## Construcción y fórmulas
En esta sección se hace referencia a la construcción de la antena para cualquier banda o frecuencia. También se incluyen fórmulas para la modelización de antenas manualmente. Para el diseño por ordenador se utilizan programas como MMANA.

### Construcción básica
Aquí se muestra la construcción básica de una antena Yagi, que consta de un elemento director, un elemento reflector y un elemento activo.
- La longitud del elemento activo es de λ/2, es decir, la mitad de la longitud de onda.
- El elemento reflector es ligeramente más grande ya que mide 0,55λ (es decir, un 10% más que media longitud de onda o λ/2)
- A su vez, el elemento director es 10% más corto que el elemento activo.
- para el elemento exitador es λ/2*0,9 o 0,45λ

fuente: antenas de kraus

### Amplitud
En el caso particular de este ejemplo, 
{\displaystyle \scriptstyle {E_{1}{\sqrt {2{,}42+2{,}38\cos \left({2\pi  \over 10}\cos \theta -{8\pi  \over 10}\right)}}}}
donde {\displaystyle \scriptstyle {E_{1}}} es el campo producido por el elemento alimentado si estuviese solo. la importancia de los dbi es mayor con respecto al tipo de uso y frecuencia que se maneje. La ganancia es de 8,96 dBi.

## Artículos externos
Diarios
- S. Uda, "High angle radiation of short electric waves". Proceedings of the IRE, vol. 15, pp. 377-385, May 1927.
- S. Uda, "Radiotelegraphy and radiotelephony on half-meter waves". Proceedings of the IRE, vol. 18, pp. 1047-1063, June 1930.
- H. Yagi, "Beam transmission of ultra-shortwaves". Proceedings of the IRE, vol. 16, pp. 715-740, June 1928.
- "Scanning the Past: A History of Electrical Engineering from the Past". Proceedings of the IEEE Vol. 81, No. 6, 1993.
- Shozo Usami and Gentei Sato, "The Authenticity of the Newman Notebook and Its Reference to the Yagi antenna".0-7803-7070-8/01/$10.00200 01 IEEE.

Patentes
Japonés
- JP69115

Americano
- Patente USPTO n.º 7015860
- Patente USPTO n.º 6483476

Sitios web
- "Directive Short Wave Antenna, 1924". IEEE Milestones, IEEE History Center, IEEE, 2005.
- D. Jefferies, "Yagi-Uda antennas". 2004.
- James E. Brittain. "Hidetsugu Yagi Yagi Antenna". School of History, Technology, and Society.